# Zoé Laboy
Zoé Laboy Alvarado (San Juan, 17 de septiembre de 1964) es una abogada y política puertorriqueña. Laboy se desempeñó como Secretaria del Departamento de Corrección y Rehabilitación de 1997 a 2001. En 2016 fue elegida senadora por el Partido Nuevo Progresista (PNP), donde se consideró como la líder del ala liberal del partido. El 21 de agosto de 2019 fue designada Secretaria de la Gobernación por la Gobernadora Wanda Vázquez Garced. En diciembre de 2019, respaldó al exvicepresidente y presunto candidato demócrata Joe Biden y se desempeñó como copresidenta del "Comité de Liderazgo de Puerto Rico para Biden", su comité de campaña presidencial en Puerto Rico.

## Primeros años y educación
Zoé Laboy Alvarado nació el 17 de septiembre de 1964 en San Juan, Puerto Rico. Recibió su bachillerato en psicología de la Universidad de Puerto Rico, donde se graduó magna cum laude. Más tarde completó su Juris doctor en 1991, graduándose cum laude. En 1992, Laboy fue admitida por el Tribunal Supremo de Puerto Rico para ejercer la abogacía.

## Carrera profesional
De 1991 a 1997, Laboy trabajó para el Departamento de Justicia de los Estados Unidos como asistente legal en la División Penal de la Oficina de Asuntos Internacionales. Luego trabajó como asistente legal para la Agencia Federal de Prisiones donde formó parte del equipo que supervisó el establecimiento del Centro Metropolitano de Detención en Guaynabo . También sirvió como enlace entre la agencia y el Gobierno de Puerto Rico.
Laboy también se ha desempeñado como profesora en la Facultad de Justicia Criminal de la Universidad del Turabo y la Universidad Metropolitana de Puerto Rico. Además, también se ha desempeñado como socia principal de la firma de abogados Cintrón & Laboy y es socia de Global Strategy Group, Inc. y del Instituto de Entrenamiento Multidiciplinario, Inc.

## Carrera política
En 1997, Laboy fue designada por el Gobernador Pedro Rosselló como Secretaria del Departamento de Corrección y Rehabilitación de Puerto Rico. A través de esta posición, estuvo a cargo de supervisar todo el sistema penitenciario de la isla. Durante este tiempo, creó el Departamento de Investigación del Sistema Correccional y colaboró con los municipios en varios esfuerzos correccionales. También supervisó la Administración de Instituciones Juveniles, la Oficina de Servicios Previos al Juicio y otros. Durante su tiempo como Secretaria, también se desempeñó como asesora del Gobernador y de la Asamblea Legislativa en asuntos de seguridad. También formó parte del Comité Ejecutivo del Programa de Tráfico de Drogas.
En 2012, Laboy decidió postularse para el Senado de Puerto Rico por el Partido Nuevo Progresista (PNP). Luego de presentar su candidatura por el Distrito de San Juan, fue elegida para la candidatura en las primarias del partido. De los tres candidatos para el distrito, Laboy recibió la mayor cantidad de votos. A pesar de esto, Laboy fue derrotada en las elecciones generales de 2012 .
En 2016, se postuló para el Senado una vez más, esta vez siendo elegida como senadora por acumulación. Durante su tiempo en el Senado, fungió como presidenta del Comité de Revitalización Económica y Social.
Laboy votó en contra de la controvertida ley de "Libertad religiosa", afirmando que se oponía porque "abre la puerta a la discriminación". El proyecto de ley fue redactado por miembros de su partido y permitía que los empleados públicos discriminen por sus creencias religiosas.
Laboy fue reconocida como la senadora más liberal de su partido. Es conocida por sus posturas feministas, por estar a favor del aborto y una por ser una férrea defensora de la Comunidad LGBT. A nivel nacional,  es parte del Partido Demócrata.
El 21 de agosto de 2019, la gobernadora Wanda Vázquez Garceddesignó a Laboy como Secretaria de la Gobernación. Fue la cuarta mujer en ser Secretaria de la Gobernación y la primera bajo un gobernador novoprogresista hasta su renuncia el 31 de diciembre de 2019.
Desde su salida de la política Laboy se ha desempeñado como analista política. A partir de febrero de 2021 Laboy  cuenta con una segmento diario en el programa matutino Hoy día del canal Telemundo Puerto Rico.

## Historial electoral
| Elección | Cargo                                | Partido | Partido | Votos   | %    | Posición | Resultado |
| -------- | ------------------------------------ | ------- | ------- | ------- | ---- | -------- | --------- |
| 2012     | Senadora por el distrito de San Juan |         | PNP     | 92,287  | 22.7 | 3.ª      | Derrotada |
| 2016     | Senadora por acumulación             |         | PNP     | 101,734 | 6.9  | 7.ª      | Electa    |